# Liste der Kardinalskreierungen Coelestins II.
Papst Coelestin II. hat im Verlauf seines Pontifikates (1143–1144) in einem Konsistoriums die Kreierung von zehn Kardinälen vorgenommen.

## Konsistorium am 17. Dezember 1143
- Guido de Summa – Kardinalpriester von S. Lorenzo in Damaso, dann (28. Mai 1149) Kardinalbischof von Ostia, † 1151
- Manfredo – Kardinalpriester von S. Sabina, † nach 28. Juni 1157
- Raniero – Kardinalpriester von S. Stefano in Monte Celio, † kurz vor 22. Dezember 1144
- Ariberto – Kardinalpriester von S. Anastasia, † nach 25. Januar 1156
- Rodolfo – Kardinaldiakon von S. Lucia in Septisolio, † nach 17. Juli 1167
- Gregorio – Kardinaldiakon von S. Angelo, dann (April 1154) Kardinalbischof von Sabina, † 1154
- Astaldo degli Astalli – Kardinaldiakon von S. Eustachio, dann (2. März 1151) Kardinalpriester von S. Prisca, † nach 10. Juli 1161
- Giovanni Caccianemici, Augustiner-Chorherren – Kardinaldiakon von S. Maria Nuova, † 1152
- Giovanni Paparoni – Kardinaldiakon von S. Adriano, dann (2. März 1151) Kardinalpriester von S. Lorenzo in Damaso † um 1154
- Hugo Novariensis – Kardinaldiakon von S. Lucia in Orphea, dann (19. Mai 1144) Kardinalpriester von S. Lorenzo in Lucina, † 21. September 1150